# Hradečno
Obec Hradečno se nachází v okrese Kladno, kraj Středočeský. Rozkládá se asi deset kilometrů severozápadně od Kladna. Žije zde 534 obyvatel.

## Části obce
- Hradečno
- Nová Studnice
- Nová Ves

## Historie
První písemná zmínka o vesnici pochází z roku 1523. Zmínka z roku 1413, která připomíná Hanuše z Neprobylic na Hradčanech, se může vztahovat k pražským Hradčanům. V roce 2016 zde žilo 491 obyvatel.

### Územněsprávní začlenění
Dějiny územněsprávního začleňování zahrnují období od roku 1850 do současnosti. V chronologickém přehledu je uvedena územně administrativní příslušnost obce v roce, kdy ke změně došlo:
- 1850 země česká, kraj Praha, politický okres Rakovník, soudní okres Nové Strašecí[6]
- 1855 země česká, kraj Praha, soudní okres Nové Strašecí[6]
- 1868 země česká, politický okres Slaný, soudní okres Nové Strašecí[6]
- 1937 země česká, politický okres Slaný expozitura Nové Strašecí, soudní okres Nové Strašecí[7]
- 1939 země česká, Oberlandrat Kladno, politický okres Slaný expozitura Nové Strašecí, soudní okres Nové Strašecí[8]
- 1942 země česká, Oberlandrat Praha, politický okres Slaný expozitura Nové Strašecí, soudní okres Nové Strašecí[9]
- 1945 země česká, správní okres Slaný expozitura Nové Strašecí, soudní okres Nové Strašecí[10]
- 1949 Pražský kraj, okres Nové Strašecí[11]
- 1960 Středočeský kraj, okres Kladno[12]

### Rok 1932
Ve vsi Hradečno (přísl. Nová Studnice a Nová Ves, 507 obyvatel) byly v roce 1932 evidovány tyto živnosti a obchody: autodrožka, výroba cementového zboží, cihelna, holič, 4 hostince, kolář, konsum Včela, krejčí, obchod s mlékem, 3 obuvníci, řezník, 5 obchodů se smíšeným zbožím, 2 trafiky, truhlář.

## Doprava
- Silniční doprava – Do obce vedou silnice III. třídy.
- Železniční doprava – Železniční trať ani stanice na území obce nejsou. Nejblíže obcí je železniční zastávka (jen pro osobní dopravu) Kačice ve vzdálenosti 4 km ležící na trati 120 z Prahy a Kladna do Rakovníka. Ve vzdálenosti 7 km leží železniční stanice Stochov (pro veškerou dopravu) ležící na téže trati.
- Autobusová doprava – V obci je jen 1 autobusová zastávka a to v části Nová ves na její návsi. V obci zastavovaly v červnu 2011 autobusové linky jedoucí do těchto cílů: Kladno, Nové Strašecí, Slaný, Smečno, Stochov.[14]

## Pamětihodnosti
- Na okraji vesnice se dochovaly pozůstatky tvrze Starý zámek. Jediná písemná zmínka z roku 1542 uvádí tvrz už jako pustou.[4] Druhým památkově chráněným[15] objektem ve vesnici je zvonice z roku 1749. Má čtvercový půdorys a hrázděné zdivo.[16]
- Přírodní památka Ve Šperkotně